# توماس إس. سافاج
توماس إس. سافاج (بالإنجليزية: Thomas S. Savage)‏ هو أحيائي أمريكي، ولد في 7 يونيو 1804 في ميدلتاون في الولايات المتحدة، وتوفي في 27 ديسمبر 1880 في Rhinebeck (town), New York ‏ في الولايات المتحدة.